# Вртлог (филм)
Вртлог је југословенски филм из 1964. године. Филм се састоји од три приче. Причу „Вртлог“ је режирао Хајрудин Крвавац, а „Мочвара“ Гојко Шиповац, док су причу „Отац“ режирали заједно.
За први дио „Отац“, сценарио је написао Хајрудин Крвавац према истоименој причи Милинка Алексића. За „Мочвару“ су сценарио заједно писали Момчило Миланков и Гојко Шиповац према истоименој приповјеци Момчила Миланкова. Сценарио за Вртлог су заједно написали Хајрудин Крвавац и Младен Ољача према приповјеци Стевана Булајића.

## Радња

### Отац
У вријеме Другог свјетског рата Њемци долазе у српско село и затичу сељаке у пољу на орању. Њемачки официр (Бранко Плеша) наређује стријељање мушкараца и из групе издваја старца (Лојзе Потокар) који се затекао са два сина. Старцу нуди да изабере једног од два сина кога ће да спаси од стријељања.

### Мочвара
Два партизана Владимир и Павле прогоњени Нијемцима бјеже кроз мочвару. Владимир (Јанез Врховец) који је рањен и исцрпљен, помишља на предају. Павле (Душан Јанићијевић) га одговара од бијега знајући да би предајом Нијемцима отишао у сигурну смрт. Њемачка потјера се приближава а они имају само један шмајсер.

### Вртлог
Ватра је отворена на групу партизана која је ноћу прелазила ријеку. Рањени младић је испао из чамца и допливао на ријечну аду. Четници зором покрећу претрагу, а игром случаја Стојан (Павле Вујисић) ускоро проналази свог рањеног сина. Отац четник и рањени син партизан почињу скривање од једне и друге стране.

## Улоге
| Глумац            | Улога                           |
| ----------------- | ------------------------------- |
| Лојзе Потокар     | Отац (сегмент Отац)             |
| Бранко Плеша      | Немачки официр (сегмент Отац)   |
| Александар Мичић  | Милан (сегмент Отац)            |
| Анте Каштелан     | Ранко(сегмент Отац)             |
| Јозо Лепетић      | немачки војник (сегмент "Отац") |
| Јанез Врховец     | Владимир (сегмент Мочвара)      |
| Душан Јанићијевић | Павле (сегмент Мочвара)         |
| Павле Вуисић      | Стојан, отац (сегмент Вртлог)   |
| Душан Голумбовски | Младен, син (сегмент Вртлог)    |
| Златко Мадунић    | Љубан (сегмент Вртлог)          |
| Милош Трипковић   | Орач (сегмент Мочвара)          |
| Урош Крављача     | Партизан (сегмент Мочвара)      |
| Душан Вујисић     | Четник (сегмент Мочвара)        |